# Warburg (famiglia)

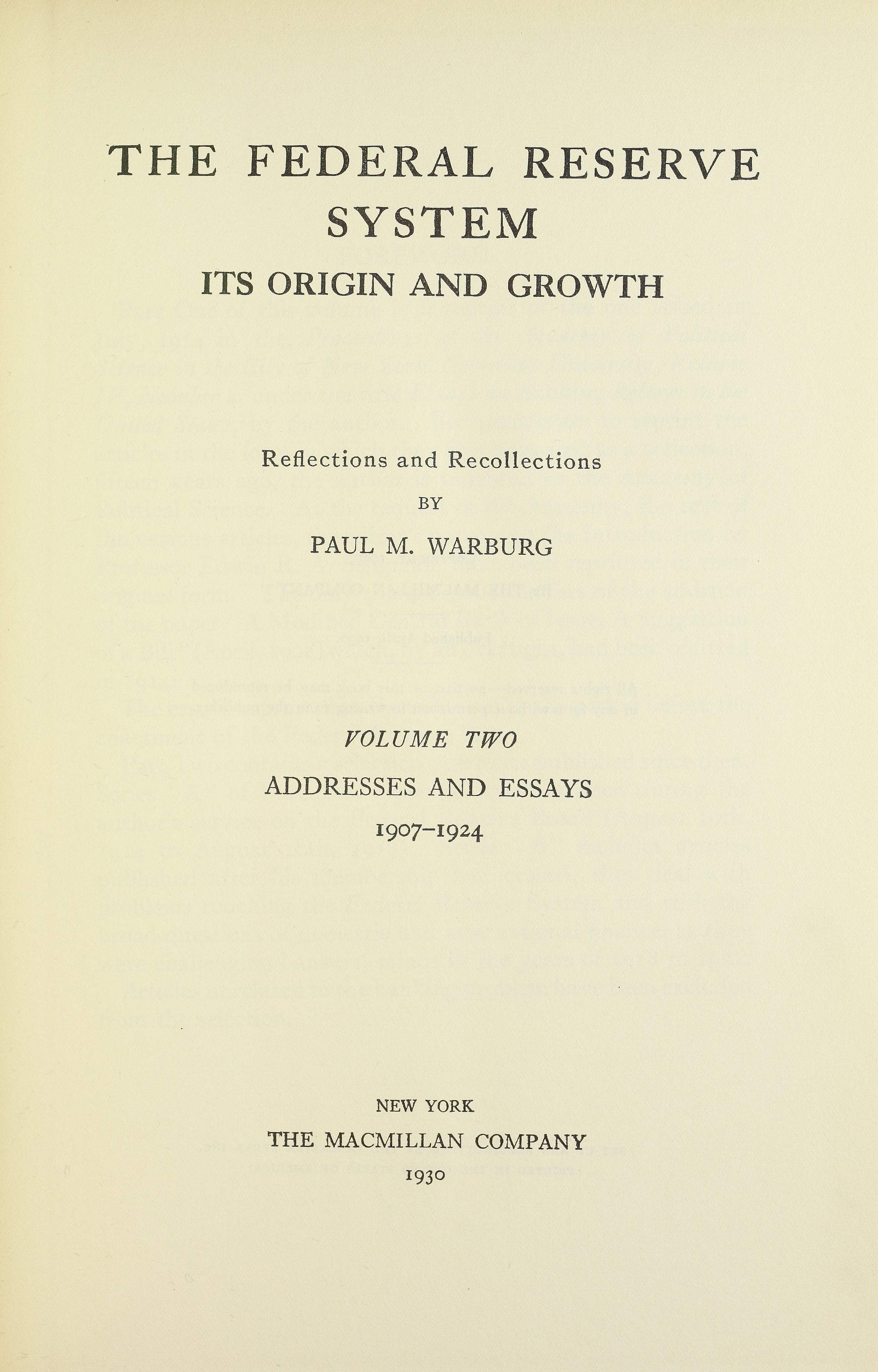
Paul Moritz Warburg, Addresses and essays, 1930

I Warburg sono un'importante famiglia ebraica di origine italiana (Padova). Sono noti per le loro poliedriche attività nei campi della biochimica, della botanica, dell'attivismo politico, dell'economia, degli investimenti bancari, del diritto, della fisica, nella musica classica, in storia dell'arte, nella farmacologia, della fisiologia, in private equity, nei servizi finanziari e nell'organizzazione filantropica.

## Storia

### Le origini italiane
La famiglia Warburg è di origini ebraiche veneziane: il cognome originario era del Banco. I documenti storici descrivono Anselmo del Banco come uno dei più ricchi abitanti di Venezia nei primi anni del Cinquecento. 
Nel 1513, del Banco ricevette dal Governo della Repubblica Serenissima l'autorizzazione a prestare denaro su interesse. 
Del Banco e la sua famiglia lasciarono Venezia dopo che furono introdotti nuovi divieti in ambito finanziario a carico della comunità ebraica, nel momento in cui veniva introdotto il Ghetto. La famiglia si stabilì così a Bologna, e da lì si spostò durante il corso del XVI secolo nella città tedesca di Warburg, da cui prese il nuovo nome.

### Le linee degli Alsterufer e dei Mittelweg
Nel Seicento la famiglia Warburg si trasferì nuovamente e si stabilì ad Altona, sobborgo di Amburgo. 
Nell'Ottocento la famiglia si divise nei due rami dei Warburg Alsterufer e dei Warburg Mittelweg. Gli Alsterufer discendono da Siegmund Warburg (1835–1889), mentre i Mittelweg discendono da suo fratello Moritz M. Warburg (1838–1910). I soprannomi delle due linee derivano da quelli delle strade in cui abitavano nel quartiere amburghese di Rotherbaum. I fratelli erano nipoti di Moses Marcus Warburg.
Moses Marcus Warburg (1763–1830) e suo fratello Gerson Warburg (1765–1826) avevano fondato la casa bancaria M. M. Warburg & Co. nel 1798, che è una delle più antiche banche d'investimenti esistenti. 
Il pronipote di Moses Warburg, Siegmund George Warburg, fondò la banca d'investimenti S. G. Warburg & Co di Londra nel 1946, che poi divenne la UBS Warburg. 
Il cugino in seconda di Siegmund, Eric Warburg, fondò la Warburg Pincus di New York nel 1938. 
Il fratello maggiore di Max Warburg, Aby Warburg, utilizzò il proprio patrimonio per istituire la Kulturwissenschaftliche Bibliothek Warburg ("Biblioteca Warburg di scienze umane") ad Amburgo, che nel 1934, in seguito all'avvento del Nazismo, si trasferì a Londra dove divenne The Warburg Institute.
Apparteneva alla famiglia anche Otto Heinrich Warburg (1883–1970), fisiologo e biochimico, che vinse il premio Nobel per la medicina nel 1931.

### Max Warburg
Uno dei membri più illustri della famiglia di banchieri è Max Warburg (1867-1946), finanziatore della Unione Paneuropea, istituto mondialista promotore dell'unità dell'Europa nel quadro di un'organizzazione mondiale unificata.
Nel 1933 Max Warburg era membro del consiglio di amministrazione della Reichsbank e dipendeva direttamente dal ministro Hjalmar Schacht; era inoltre membro del consiglio direttivo della Interessen Gemeinschaft Farben (IG Farben). Nel 1938 fu costretto ad emigrare e perse queste cariche.
Entro il 1938 quasi tutti i membri della famiglia Warburg erano fuggiti dalla Germania verso la Gran Bretagna o gli Stati Uniti. Ad Altona rimasero solo Gerta Warburg con le figlie Betty e Helene Julie (Burchard) Warburg. Gerta e Betty morirono nel campo di Sobibór nel 1940, mentre Helena Julie morì ad Auschwitz nel 1942.

### Eric M. Warburg
Eric M. Warburg (1900-1990), figlio di Max Warburg, fu un deputato attivo all'interno della CDU. Fondò nel 1952 l'Atlantik-Brücke («Ponte atlantico»), insieme a Erik Blumenfeld (1915-1997), che persegue l'obiettivo di rafforzare i legami tra la Germania e gli Stati Uniti in tutti i campi, politica estesa anche al Canada dal 1986. Più in particolare, si occupa di favorire dei lavori tra «alte vette dell'economia, della politica e delle scienze che possano regolarmente scambiare ogni anno delle idee, in occasione delle conferenze tedesco-statunitensi, all'interno di piccoli gruppi di lavoro».

### I Warburg americani
Felix M. Warburg e Paul M. Warburg emigrarono negli Stati Uniti. 
Paul Moritz Warburg, in particolare, fratello di Max Warburg, prese la cittadinanza statunitense, scrisse nel 1903 uno studio intitolato "Piano per una banca centrale", che ebbe un ruolo determinante nella creazione nel 1913 della Federal Reserve. Su nomina del Presidente Wilson, fu membro del primo Direttivo della Federal Reserve, a partire dal 1913. Partecipò come rappresentante americano alla conferenza di pace di Versailles, alla quale suo fratello Max partecipava come rappresentante tedesco.
Nel 1926 sedette nel consiglio di amministrazione della I.G. America, la holding che controllava le attività americane della IG Farben (produttrice dello Zyclon-4). Insieme al colonnello Edward Mandell House, consigliere del presidente Woodrow Wilson, fondò il Council on Foreign Relations (CFR).